# Острів (зупинний пункт, Південно-Західна залізниця)
О́стрів — залізничний зупинний пункт Коростенської дирекції Південно-Західної залізниці.
Розташований у селі Острів Овруцького району Житомирської області на розгалуженні двох ліній Овруч — Коростень та Білокоровичі — Овруч між станціями Овруч (3 км), Потаповичі (8 км) та Хайчнорин (15 км).
Станом на лютий 2020 року щодня чотири пари дизель-потягів прямують за напрямком Коростень — Бережесть/Виступовичі.